# Gymnostachyum
Gymnostachyum is een geslacht van kruiden en struiken uit de acanthusfamilie (Acanthaceae). De soorten uit het geslacht komen voor in tropisch Azië.

## Soorten
- Gymnostachyum affine Nees
- Gymnostachyum ceylanicum Arn. & Nees
- Gymnostachyum coriaceum Imlay
- Gymnostachyum cumingianum Nees
- Gymnostachyum decurrens Stapf
- Gymnostachyum diversifolium C.B.Clarke
- Gymnostachyum febrifugum Benth.
- Gymnostachyum glabrum T.Anderson
- Gymnostachyum glomeratum (Blume) Bremek.
- Gymnostachyum glomeruliflorum Bremek.
- Gymnostachyum gracile Bremek.
- Gymnostachyum hirsutum T.Anderson
- Gymnostachyum hirtistylum C.B.Clarke
- Gymnostachyum hirtum Ridl.
- Gymnostachyum insulare Ridl.
- Gymnostachyum javanicum Nees
- Gymnostachyum kanthanense Kiew
- Gymnostachyum keithii Ridl.
- Gymnostachyum kwangsiense H.S.Lo
- Gymnostachyum larsenii Bremek.
- Gymnostachyum lateriflorum (C.B.Clarke) B.Hansen
- Gymnostachyum latifolium (Dalzell) T.Anderson
- Gymnostachyum leptostachyum Nees
- Gymnostachyum listeri Prain
- Gymnostachyum longifolium T.Anderson ex T.Cooke
- Gymnostachyum longispicatum Merr.
- Gymnostachyum magis-nervatum C.B.Clarke
- Gymnostachyum pallens C.B.Clarke
- Gymnostachyum paniculatum T.Anderson
- Gymnostachyum pictum Elmer
- Gymnostachyum polyanthum Wight
- Gymnostachyum polyneuron C.B.Clarke
- Gymnostachyum pubescens (Lam.) M.R.Almeida
- Gymnostachyum ridleyi C.B.Clarke
- Gymnostachyum sahyadricum C.N.Mohanan, Remadevi & Binojk.
- Gymnostachyum sanguinolentum (Nees) T.Anderson
- Gymnostachyum scortechinii C.B.Clarke
- Gymnostachyum signatum (Benoist) Imlay
- Gymnostachyum simplicicaule C.B.Clarke
- Gymnostachyum sinense (H.S.Lo) H.Chu
- Gymnostachyum spiciforme (Elmer) Merr.
- Gymnostachyum subacaule (Zoll.) Bremek.
- Gymnostachyum subrosulatum H.S.Lo
- Gymnostachyum thwaitesii T.Anderson
- Gymnostachyum tomentosum T.Anderson
- Gymnostachyum trichosepalum Merr.
- Gymnostachyum triflorum Ridl.
- Gymnostachyum trilobum Ridl.
- Gymnostachyum variegatum Hallier f.
- Gymnostachyum venustum (Nees) T.Anderson
- Gymnostachyum warrierianum K.M.P.Kumar, Balach. & V.B.Sreek.

... · 
Acanthopsis · 
Acanthus · 
Achyrocalyx · 
Afrofittonia · 
Ambongia · 
Ancistranthus · 
Andrographis · 
Angkalanthus · 
Anisacanthus · 
Anisosepalum · 
Anisotes · 
Anomacanthus · 
Aphanosperma · 
Aphelandra · 
Ascotheca · 
Asystasia · 
Avicennia · 
Ballochia · 
Barleria · 
Barleriola · 
Blepharis · 
Borneacanthus · 
Boutonia · 
Brachystephanus · 
Bravaisia · 
Brillantaisia · 
Brunoniella · 
Calacanthus · 
Calycacanthus · 
Camarotea · 
Carlowrightia · 
Celerina · 
Cephalacanthus · 
Chalarothyrsus · 
Chamaeranthemum · 
Chileranthemum · 
Chlamydacanthus · 
Chlamydocardia · 
Chorisochora · 
Chroesthes · 
Clinacanthus · 
Clistax · 
Codonacanthus · 
Conocalyx · 
Cosmianthemum · 
Crabbea · 
Crossandra · 
Crossandrella · 
Cyclacanthus · 
Cynarospermum · 
Cyphacanthus · 
Danguya · 
Dasytropis · 
Dichazothece · 
Dicladanthera · 
Dicliptera · 
Dischistocalyx · 
Duosperma · 
Dyschoriste · 
Ecbolium · 
Echinacanthus · 
Elytraria · 
Encephalosphaera · 
Eranthemum · 
Eremomastax · 
Filetia · 
Fittonia · 
Forcipella · 
Glossochilus · 
Graphandra · 
Graptophyllum · 
Gymnostachyum · 
Gypsacanthus · 
Hansteinia · 
Haplanthodes · 
Harpochilus · 
Hemigraphis · 
Henrya · 
Herpetacanthus · 
Heteradelphia · 
Holographis · 
Hoverdenia · 
Hulemacanthus · 
Hygrophila · 
Hypoestes · 
Ichthyostoma · 
Isoglossa · 
Isotheca · 
Jadunia · 
Justicia · 
Kalbreyeriella · 
Kosmosiphon · 
Kudoacanthus · 
Lankesteria · 
Leandriella · 
Lepidagathis · 
Megalochlamys ·
Ruellia · 
Strobilanthes · 
Thunbergia · 
...